# Ludányhalászi, Nógrád
Ludányhalászi  este un sat în districtul Szécsény, județul Nógrád, Ungaria, având o populație de 1.544 de locuitori (2011). 

## Demografie
Componența etnică a satului Ludányhalászi
     Maghiari (86,38%)
     Romi (12,83%)
     Necunoscut (0,24%)
     Alții (0,54%)
Componența confesională a satului Ludányhalászi
     Romano-catolici (73,64%)
     Fără religie (5,89%)
     Necunoscută (18,46%)
     Alte religii (2,78%)
Conform recensământului din 2011, satul Ludányhalászi avea 1.544 de locuitori. Din punct de vedere etnic, majoritatea locuitorilor (86,38%) erau maghiari, cu o minoritate de romi (12,83%). Apartenența etnică nu este cunoscută în cazul a 0,24% din locuitori.  Din punct de vedere confesional, majoritatea locuitorilor (73,64%) erau romano-catolici, cu o minoritate de persoane fără religie (5,89%). Pentru 18,46% din locuitori nu este cunoscută apartenența confesională.